# Генеколоб
Генеколоб — село в Тляратинском районе Дагестана. Входит в состав сельского поселения сельсовет Камилухский.

## География
Расположено в 29 км к юго-востоку от районного центра — села Тлярата, на правом берегу реки Аварское Койсу (Джурмут).

## Население
| 1869 | 1888 | 1895 | 1926 | 1939 | 1970 | 1989 |
| ---- | ---- | ---- | ---- | ---- | ---- | ---- |
| 128  | ↗215 | ↗229 | ↗236 | ↗251 | ↗370 | ↗430 |
| 2002 | 2010 | 2021 |      |      |      |      |
| ↗793 | ↘753 | ↗833 |      |      |      |      |